# Awabako
あわ箱 (Awabako)
Œuvres principales
- Evil Virgin (ja)

Awabako (あわ箱, Awabako) est le surnom d'une dessinatrice et scénariste de bandes dessinées japonaises, affichée dans des magazines shōnen.

## Biographie
Elle a actuellement une assistante nommée Alifred Yamamoto.

## Principales œuvres

### Manga
- Romantic Trio (ja), en tant que dessinatrice, Bessatsu Shōnen Magazine, d'octobre 2010 à juillet 2012, 4 volumes ;
- Evil Virgin (ja), Special Edition Young Big Gangan (volumes 2 et 3) et Monthly Big Gangan (volumes 1 et 2), du 25 juin 2011 au 25 janvier 2013, 2 volumes ;
- L'excursion d'une nuit et deux jours du jeune Kindaichi, d'après l'œuvre de Seimaru Amagi et Fumiya Sato, Manga Box (ja), avril 2014 à décembre 2016, 3 volumes ;
- Wand Petit Wizard ♀ Adventure Book, Weekly Shōnen Magazine, 2017 à 2018, 2 volumes.